# Dolce & Gabbana
Dolce & Gabbana («До́льче и Габба́на»; итальянское произношение [ˈdoltʃe e ɡabˈbaːna]) — итальянский дом моды, основанный в 1985 году модельерами Доменико Дольче и Стефано Габбана.

## История
Доменико Дольче и Стефано Габбана познакомились в начале 80-х годов, когда Доменико был принят на работу в ателье, принадлежащее Стефано. В конце 1982 года, после возвращения последнего с обязательной военной службы, они решили объединить свои усилия и открыли собственную студию, специализирующуюся на консультационных услугах в области моды. Первоначально каждый из модельеров работал под собственным именем. Позднее, в целях экономии, они решили объединить свои усилия под единой маркой. Через три года партнерства было объявлено об открытии модного дома Dolce & Gabbana.
Первый показ Dolce & Gabbana состоялся 22 октября 1985 года, совместно с показами других начинающих модельеров в самом конце Миланской недели моды. Коллекция женской одежды под названием Real Women демонстрировалась не профессиональными манекенщицами, на оплату работы которых у начинающих модельеров не было денег, а обычными женщинами, найденными через друзей и знакомых. Также не было средств и на покупку аксессуаров, дополняющих одежду — все они были личными украшениями приглашённых моделей. Для сценического фонового занавеса были использованы простыни, принесённые Доменико Дольче из дома. Первая коллекция имела хорошие отзывы в прессе, но не принесла ожидаемого коммерческого успеха, и партнёры намеревались закрыть бизнес. Габбана отозвал заказ на ткань для следующей коллекции. Однако, семья Дольче смогла выделить им необходимую для продолжения работы сумму. Благодаря Рождественским каникулам поставщик тканей не ликвидировал заказ. Поэтому, вернувшись в Милан после поездки к родителям Дольче на Сицилию, модельеры смогли сразу взяться за работу над следующей коллекцией. Через несколько месяцев они приняли участие в показе моделей Milano Collezioni, сделавшем их известными.
Следующая коллекция была показана в 1986 году. Тогда же в Милане был открыт первый бутик Dolce & Gabbana. В 1987 году была запущена отдельная линия модного трикотажа, а в 1989-м — линии нижнего белья и купальников. Коллекция 1988 года, четвёртая по счёту, стала первой, вдохновлённой национальными сицилийскими колоритом и традициями.
В 1990 году была представлена первая мужская коллекция Dolce & Gabbana, награждённая престижной премией Woolmark Award.
Постепенно марка стала пользоваться популярностью, и среди клиентов появились такие знаменитости как Стинг и Вуди Харрельсон. Настоящую известность модельеры приобрели после того, как популярная певица Мадонна появилась в корсете от Dolce & Gabbana на Каннском кинофестивале.
В 1992 году компания представила первый парфюмерный продукт — Dolce & Gabbana Parfume. В 1993 году аромат получил премию Международной академии парфюмерии.
Коллекция весна-лето 1996 года отличалась платьями-кафтанами (длинные чёрные платья в пол без рукавов, с капюшонами и высокими разрезами по бокам, дополненные чёрными шарфами), и имела особенный успех. Заказ на неё сделали 650 магазинов Европы, Америки и Австралии.
В 2011 году дизайнеры объявили о решении объединить линии D&G и Dolce & Gabbana. Коллекция сезона весна-лето 2012 в рамках Недели моды в Милане для более доступной марки повседневной одежды D&G стала последней.
В сентябре 2012 выпущены два новых аромата — Pour Femme (для женщин) и Pour Homme (для мужчин). В начале 2013 года бренд выпустил первую линию детской парфюмерии.
Дольче и Габбана известны сотрудничеством с представителями мира шоу-бизнеса. Ими были созданы костюмы для Drowned World Tour — концертного тура Мадонны, сценических выступлений Missy Elliot, Beyonce, Мэри Блайдж, Кайли Миноуг и других исполнителей. Со многими из звезд, которым Доменико и Стефано (иногда и собственноручно) изготавливают концертные костюмы, они дружат и тесно общаются с их семьями.
Дизайнеры постоянно проводят уникальные рекламные кампании, в которых участвуют знаменитости и звезды шоу-бизнеса. Моника Белуччи на протяжении 10 лет сотрудничает с дизайнерами и рекламирует их одежду Pret-a-Porte. Супермодель Наоми Кемпбелл не только выступает на их показах, но и представляет косметическую, парфюмерную линии, сумки и одежду. Постоянной моделью Dolce & Gabbana является юная россиянка Анна Павага.
В феврале 2022 года компания отказалась от использования натурального меха при производстве одежды.
В июне 2024 года Dolce&Gabbana получили награду за экологичное сохранение итальянского наследия в области моды Made in Italy Sostenibile

## Уход от уплаты налогов
В мае 2009 года правительство Италии обвинило владельцев компании Dolce & Gabbana, перевёдших в 2004—2006 годах свои активы на сумму, равную примерно 249 миллионам евро, в Люксембург, на холдинговую компанию Gado, в сокрытии доходов. 19 июня 2013 года Доменико Дольче, Стефано Габбана и их партнёры по бизнесу были признаны виновными в уходе от декларирования дохода в 1 млрд евро (1,3 млрд $). Суд приговорил обоих модельеров к 1 году и 8 месяцам тюрьмы и штрафу в 500 тысяч евро. Бухгалтер Лучано Пателли (Luciano Patelli), разработавший схему и посоветовавший её дизайнерам, приговорён к 20 месяцам лишения свободы. Управляющий директор Кристина Руэлла (Cristiana Ruella), брат Доменико Альфонсо и финансовый директор Джузеппе Минори (Giuseppe Minori) — к 1 году и 4 месяцам (в соответствии с итальянскими законами приговоры на срок менее трёх лет заменяются домашним арестом либо общественными работами). На компанию были наложены штрафные санкции в размере 343,3 миллиона евро.
Приговор был обжалован, однако 30 апреля 2014 года апелляционный суд оставил в силе решение низшей инстанции.

## Торговые марки
Компания Dolce&Gabbana имеет две центральные линии с некоторыми определенными различиями — Dolce&Gabbana (пишется без пробелов, в противоположность названию компании) и D&G.

### Dolce&Gabbana
Линия Dolce&Gabbana — элитная одежда и аксессуары, выполненные в относительно строгом стиле в соответствии с долговременными модными трендами. В рамках этой линии компания также выпускает очки, дамские сумочки, часы и косметику.

### D & G
По задумке модельеров, эта линия задает моду, а не следует ей. В основном это часы и повседневная модная одежда, выполненная в «городском» стиле. Первая мужская коллекция D & G вышла в свет в январе 1994 года, первая женская коллекция — в апреле того же года.

### Другие линии
Модельный дом Dolce&Gabbana имеет большое разнообразие других линий модной одежды и аксессуаров. Среди них: детская линия D & G Junior; линия женских аксессуаров Anamalier с характерным «леопардовым» рисунком; сумочки Miss Sicily tote и «Dolce».
С 2007 года модельный дом выпускает также кейсы из крокодиловой кожи для мужчин, а с 2011 года — ювелирные украшения.

## Сотрудничество с другими компаниями
В 2009 году Dolce&Gabbana совместно с компанией Sony Ericsson выпустила сотовый телефон, инкрустированный 24-каратным золотом. Телефон был украшен логотипом Dolce&Gabbana.
Модельный дом принял участие в дизайне одной из версий автомобиля Citroën C3. После успеха этой модели Дом моды и автомобильный концерн заключили контракт на выпуск эксклюзивных машин серии C3 и C3 Pluriel. Салоны машин украшены кристаллами фирмы Swarovski, для отделки используется кожа D & G.
Другим совместным дизайнерским проектом стала серия солнцезащитных очков MDG (в сотрудничестве с певицей Мадонной).
В 2010 году компания Martini & Rossi в партнёрстве с Dolce&Gabbana начала производство «золотой серии» своего вермута.

## Книги
Модельный дом выпустил в свет более 20 книг, посвященных истории Dolce&Gabbana, отдельным коллекциям и различным мировым событиям. Часть доходов от продажи книг была направлена в благотворительные организации, в частности, в Children’s Action Network.
Ниже представлен перечень некоторых из этих книг.
1. 10 Anni Dolce&Gabbana (коллекция наиболее значимых работ, сделанных в первое десятилетие существования модельного дома)[20];
2. Hollywood (около 100 фотографий кинозвезд современности)[21];
3. Calcio (фотографии 44 известных футболистов)[22];
4. Music (150 наиболее известных музыкантов мира)[23];
5. 20 Years Dolce&Gabbana (фотохронология коллекций модельного дома)[24];
6. Family (книга о семье как центре жизни современного мужчины)[24];
7. David Gandy (один год жизни Дэвида Гэнди)[25].

## Факты
- Для Мадонны они сделали 1500 костюмов в рекордно короткое время — за три месяца. Большинство из них было сшито и отделано вручную. Но в контракте не была оговорена сумма гонорара. Дизайнеры работали почти даром. Но модельеры сказали: «Возможно, мы не думаем о стоимости нашего труда потому, что уже давно заработали гораздо больше денег, чем способны потратить».
- Модельеры делают около тринадцати коллекций в год, и в каждой из них есть находки, которые можно назвать новаторскими в международной моде. Лучшим считается платье из коллекции весна-лето 1990 года — в нём появилось на свет чёрное платье-бюстье. Авторы модели сказали о нём так: «Это платье можно считать квинтэссенцией стиля Дольче и Габбана».
- В 2005 году оборот капитала фирмы составлял 750 миллионов евро.
- В 2012 году Дольче и Габбана показали на Сицилии свою первую коллекцию Высокой моды. Моделью выступила Скарлетт Йоханссон. На первых рядах эксклюзивного показа сидели исключительно клиентки и восемнадцать главных редакторов Vogue со всего света, включая Викторию Давыдову. Среди известных клиенток — Изабелла Росселлини, Моника Беллуччи, Наоми Кэмпбелл, Татьяна Сорокко, Стефани Сеймур, Ульяна Сергеенко, Елена Перминова и Бьянка Брандолини д’Адда[26].
- В 2018 году модный дом «Дольче и Габбана» оказался в центре скандала из-за неудачной рекламы, ориентированной на китайский рынок[27].
- В 2021 году прокуратура Санкт-Петербурга подала иск о запрете рекламной кампании «Love is love» бренда Dolce&Gabbana на территории России. По мнению прокурора, видео и фотографии кампании в поддержку проекта Тревор, крупнейшей в мире организации по предотвращению самоубийств среди ЛГБТ-молодежи, «отрицает семейные ценности и пропагандирует нетрадиционные сексуальные отношения»[28].